# Masterton
Masterton ist eine Stadt im Masterton District der Region Wellington auf der Nordinsel von Neuseeland. Sie ist Sitz des Masterton District Council.

## Geographie
Die Stadt liegt rund 80 km nordöstlich von Wellington und rund 65 km südlich von Palmerston North in der Ebene des Waipoua River. Knapp 15 km westlich erheben sich die Berge der Tararua Range.

## Geschichte
Masterton wurde am 19. Mai 1854 von dem Küfer Joseph Masters gegründet und nach ihm benannt.

## Bevölkerung
Zum Zensus des Jahres 2013 zählte der Ort 15.399 Einwohner, 3,1 % mehr als zur Volkszählung im Jahr 2006.

## Wirtschaft
Masterton ist das wirtschaftliche Zentrum der Region. Die ortsansässige Industrie der Stadt verarbeitet die landwirtschaftlichen Produkte der Region und versorgt die Region mit Dienstleistungen und Bedarfsgüter. Hergestellt werden Landwirtschaftsmaschinen, Düngemittel, Holzprodukte und Wolle. Die hergestellten Milchprodukte gehen zum Teil in den Export.

## Verkehr
Masterton liegt an der Bahnstrecke Wellington–Woodville, die den Ort 1880 erreichte. Heute ist der Bahnhof Masterton Endpunkt der Züge der Wairarapa Line, die Masterton mit  Wellington verbindet. Auch Güterverkehr findet auf diesem Streckenabschnitt statt. Nördlich von Masterton wird die Strecke zwar erhalten, zwischen Masterton und Pahiatua findet aber planmäßiger Verkehr nicht mehr statt.

## Medien
Einzige täglich erscheinende Tageszeitung der Stadt ist die Wairarapa Times-Age.

## Sehenswürdigkeiten

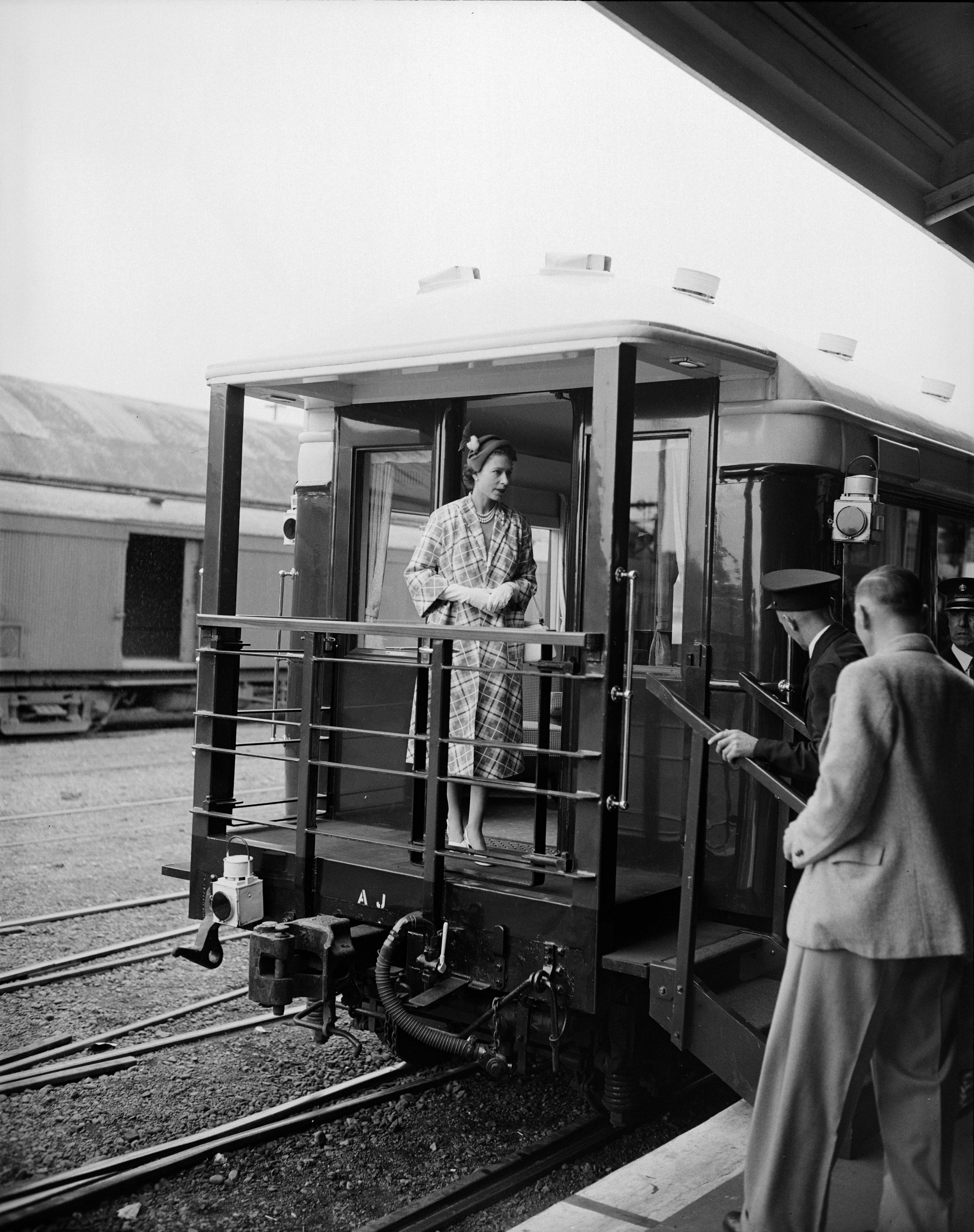
Königin Elisabeth II. auf der Plattform ihres Salonwagens im Bahnhof Masterton, 1954

In der Stadt befindet sich der Queen Elizabeth Park, der neben einer gepflegten Parkanlage, mit einem Vogelhaus, einem Aquarium, einer Miniatureisenbahn und einem See zum Bootsfahren aufwarten kann.

## Städtepartnerschaften
- Hatsukaichi, Japan
- Changchun, Provinz Jilin, Volksrepublik China
- Armidale, Australien

## Persönlichkeiten
Folgende Persönlichkeiten wurden in Masterton geboren:
- Arthur Norman Prior (1914–1969), neuseeländisch-britischer Logiker und Philosoph
- Alan MacDiarmid (1927–2007), Chemiker und Nobelpreisträger
- Brian Lochore (1940–2019), Rugby-Union-Spieler und -Trainer
- Vern Hanaray (* 1951), Radrennfahrer
- Ron Mark (* 1954), Politiker
- Aaron Slight (* 1966), Motorradrennfahrer
- Jonathan Winter (* 1971), Schwimmer, Weltmeister
- Jemaine Clement (* 1974), Schauspieler und Musiker
- Ladyhawke (* 1979), Musikerin
- Marcus Daniell (* 1989), Tennisspieler
- Michael Bracewell (* 1991), Cricketspieler